# Montigny-l'Allier
Montigny-l'Allier é uma comuna francesa na região administrativa de Altos da França, no departamento de Aisne. Estende-se por uma área de 10,14 km². Em 2010 a comuna tinha 278 habitantes (densidade: 27,4 hab./km²).